# Heiner Faulenbach
Karl Heiner Faulenbach (* 7. Mai 1938 in Moers) ist ein evangelischer Hochschullehrer an der Rheinischen Friedrich-Wilhelms-Universität Bonn. Er hatte von 1978 bis 2003 den Lehrstuhl der Rheinischen Kirchengeschichte der Evangelischen−Theologischen Fakultät inne. Seine Arbeitsschwerpunkte waren neuere Kirchengeschichte, rheinische Territorialkirchengeschichte und kirchliche Zeitgeschichte.

## Leben
Nach dem Abitur in Moers 1959 studierte er evangelische Theologie in Mainz, Göttingen und Basel bis 1966. Im Jahr 1966 legte er das erste theologische Examen bei der Ev. Kirche im Rheinland mit anschließendem Vikariat in Duisburg ab. Ab dem 1. Dezember 1966 war er Assistent am Seminar für neuere Kirchengeschichte und Geschichte der ökumenischen Bewegung in Münster. Nach der Promotion 1968 zum Dr. theol. in Basel war er ab dem 1. April 1970 Assistent an der Abteilung für Kirchengeschichte in Bonn. Nach der Habilitation 10. Juli 1971 für Kirchengeschichte legte er 1972 eine besondere wissenschaftliche theologische Prüfung (2. Examen) durch die Rheinische Landeskirche und Ordination ab. 1973 wurde er zum Dozenten und 1978 zum Professor in Bonn ernannt. Die Emeritierung erfolgte zum 31. Juli 2003.

## Schriften (Auswahl)
- Weg und Ziel der Erkenntnis Christi. Eine Untersuchung zur Theologie des Johannes Coccejus. Neukirchener Verlag, Neukirchen 1973 (Beiträge zur Geschichte und Lehre der Reformierten Kirche Bd. XXXVI).
- Theologisches Fernstudium im II. Weltkrieg. Die Lehrbriefe und Feldunterrichtsbriefe der Bonner theologischen Fakultäten. Bouvier Verlag Herbert Grundmann Bonn 1987. ISBN 3-416-09068-3.
- Ein Weg durch die Kirche: Heinrich Josef Oberheid, Rudolf Habelt, 1992, ISBN 3-792-71289-X.
- mit Günther van Norden: Die Entstehung der Evangelischen Kirche im Rheinland in der Nachkriegszeit (1945-1952), Schriftenreihe des Vereins für Rheinische Kirchengeschichte. 1998, ISBN 3-792-71756-5.
- Ein Quart Suppe ... Das Benefizwesen der Universität Bonn erläutert am Beispiel der Evangelisch-theologischen Fakultät. Bouvier Verlag Bonn 2003 (Academia Bonnensia Bd. 13). ISBN 3-416-03034-6.
- mit Wilhelm H. Neuser: Beiträge zur Unio und zum reformierten Bekenntnis (Unio und Confessio), Luther-Verlag, 2006, ISBN 978-3-78580-550-3.
- mit Eberhard Busch: Reformierte Bekenntnisschriften 1535-1549, Vandenhoeck & Ruprecht, Göttingen 2006, ISBN 978-3-78872-197-8.
- mit Eberhard Busch: Reformierte Bekenntnisschriften 1549-1558, Vandenhoeck & Ruprecht, Göttingen 2007, ISBN 978-3-78872-230-2.
- Die Evangelisch-Theologische Fakultät Bonn. Sechs Jahrzehnte aus ihrer Geschichte seit 1945. V&R unipress, Göttingen 2009. ISBN 978-3-89971-701-3.
- Carl Faulenbach 1907 - 1944 – Ein Lebensbild aus der Geschichte der Bekennenden Kirche im Rheinland. In: H.-P. Eberlein, B. Magen und A. Mühling (Hrsg.): Schriftenreihe des Vereins für Rheinische Kirchengeschichte. Band 188. Verlag Dr. Rudolf Habelt GmbH, Bonn 2018, ISBN 978-3-7749-4103-8.

### Als Herausgeber
- Standfester Glaube: Festgaben zum 65. Geburtstag von Johann Friedrich Gerhard Goeters, Schriftenreihe des Vereins für Rheinische Kirchengeschichte, 1991, ISBN 3-792-71214-8.
- Album Professorum der Evangelisch-Theologischen Fakultät der Rheinischen Friedrich-Wilhelms-Universität Bonn 1818–1933. Bouvier Verlag Bonn 1995 (Academia Bonnensia Bd. 10), ISBN 3-416-02596-2.